# Martin Will
Martin Will (* 1967) ist ein deutscher Rechtswissenschaftler.

## Leben
Will studierte an der Philipps-Universität Marburg Rechtswissenschaften, Geschichtswissenschaften und Sinologie. Im Anschluss an das Zweite Juristische Staatsexamen absolvierte er ein Magisterstudium an der University of Cambridge und wurde im Juni 1997 dort zum Master of Law graduiert. 1999 wurde er an der Universität Mannheim aufgrund einer preisgekrönten ressourcenvölkerrechtlichen Dissertation zum Doktor der Rechte promoviert.
Die Habilitation und Erteilung der Lehrbefugnis für die Fächer Staats- und Verwaltungsrecht, Völker- und Europarecht, Steuerrecht und Rechtsgeschichte erfolgte 2007 am Fachbereich Rechtswissenschaften der Philipps-Universität Marburg aufgrund der Habilitationsschrift „Selbstverwaltung der Wirtschaft“.
Berufserfahrung als Rechtsanwalt hat Will u. a. in internationalen Großkanzleien gesammelt. Neben der juristischen Karriere wurde Will 2008 am Fachbereich Geschichte und Kulturwissenschaften der Philipps-Universität Marburg aufgrund einer verfassungsgeschichtlichen Dissertation zum Doktor der Philosophie promoviert.
2010 wurde er Professor für Öffentliches Recht an der Universität zu Köln. Seit 2010 hat er den Lehrstuhl für Staatsrecht, Verwaltungsrecht, Europarecht, Recht der neuen Technologien sowie Rechtsgeschichte an der EBS Universität für Wirtschaft und Recht, Wiesbaden inne. Von 2011 bis 2014 war er Prodekan der EBS Law School. Seit 2011 ist er Academic Director EBS Law Summer: European Business and Commercial Law (vierwöchige Summer School zu europäischem Wirtschaftsrecht in englischer Sprache). Seit 2013 ist er zudem Schwerpunktverantwortlicher für den Schwerpunkt Öffentliches Wirtschaftsrecht an der EBS Law School (Deutsches und Europäisches Öffentliches Wirtschaftsrecht, Europäisches und Internationales Öffentliches Wirtschaftsrecht). 
Seit 2014 ist er Mitglied der Unabhängigen Wissenschaftlichen Kommission beim Bundesjustizministerium zur Erforschung der Nachkriegsgeschichte des BMJV unter besonderer Berücksichtigung inhaltlicher und personeller Kontinuitäten zur NS-Zeit. Er ist Mitglied der Vereinigung für Verfassungsgeschichte.
Im September 2019 gehörte er zu den etwa 100 Staatsrechtslehrern, die sich mit dem offenen Aufruf zum Wahlrecht Verkleinert den Bundestag! an den Deutschen Bundestag wandten.

## Schriften (Auswahl)
- Solar power satellites und Völkerrecht. Völkerrechtliche Aspekte von Großprojekten zur Energiegewinnung aus Weltraumressourcen. München 2000, ISBN 3-415-02753-8.
- Internetwahlen. Verfassungsrechtliche Möglichkeiten und Grenzen. München 2002, ISBN 3-415-03082-2.
- mit Steffen Detterbeck: Die Handwerksinnungen in der staatlichen dualen Ordnung des Handwerks. Zur Frage einer Innungspflichtmitgliedschaft und eines Kammerbeitrags-Bonussystems für Innungsmitglieder. Frankfurt am Main 2003, ISBN 3-631-51282-1.
- Die Entstehung der Verfassung des Landes Hessen von 1946. Tübingen 2009, ISBN 978-3-16-149894-7.
- Ephorale Verfassung: Das Parteiverbot der rechtsextremen SRP von 1952, Thomas Dehlers Rosenburg und die Konstituierung der Bundesrepublik Deutschland. Tübingen 2017, ISBN 978-3-16-155893-1.
- Staatsrecht I. Staatsorganisationsrecht mit Bezügen zum Verfassungsprozessrecht. C. H. Beck, München 2021, ISBN 978-3-406-75807-2.
- Öffentliches Baurecht. Bauplanungsrecht und Bauordnungsrecht aller Bundesländer mit verwaltungsprozessualen Bezügen. 2. Auflage. C. H. Beck, München 2022, ISBN 978-3-406-78985-4.